# Pool (mikroekonomia)
Pool – luźne porozumienie zawierane w celu realizacji konkretnych przedsięwzięć, takich jak prowadzenie wspólnej polityki cenowej, określenie rynków zbytu lub tworzenie wspólnych funduszy, np. do prowadzenia gry na giełdzie. Porozumienie to ma najczęściej charakter doraźny. Jest dość często zawierane w okresie złej koniunktury, a rozwiązywane, gdy pojawią się oznaki ożywienia w gospodarce.